# 全日本吹奏楽コンクール開催会場・期日一覧
本項では、一般社団法人 全日本吹奏楽連盟・朝日新聞社主催「全日本吹奏楽コンクール」の大会が開催された会場・期日を掲載する。
連盟加盟支部（本節では所属支部）のこれまでの経緯に関しては、「連盟加盟支部の経緯」を参照のこと。

## 第41回（1993年）-第50回（2002年）
| 大会回 大会年度 | 開催会場                                   | 開催県 所属支部   | キャパ | 開催日                  | 開催部門   |
| --------------- | ------------------------------------------ | ----------------- | ------ | ----------------------- | ---------- |
| 41 1993         | 佐賀市文化会館 大ホール                    | 佐賀県 九州支部   | 1,811  | 1993年10月23日（土）    | 大学       |
| 41 1993         | 佐賀市文化会館 大ホール                    | 佐賀県 九州支部   | 1,811  | 1993年10月24日（日）    | 職場・一般 |
| 41 1993         | 普門館                                     | 東京都 東京支部   | 4,702  | 1993年10月30日（土）    | 高等学校   |
| 41 1993         | 普門館                                     | 東京都 東京支部   | 4,702  | 1993年10月31日（日）    | 中学校     |
| 42 1994         | 普門館                                     | 東京都 東京支部   | 4,702  | 1994年10月22日（土）    | 高等学校   |
| 42 1994         | 普門館                                     | 東京都 東京支部   | 4,702  | 1994年10月23日（日）    | 中学校     |
| 42 1994         | アクトシティ浜松 大ホール                  | 静岡県 東海支部   | 2,336  | 1994年10月22日（土）    | 大学       |
| 42 1994         | アクトシティ浜松 大ホール                  | 静岡県 東海支部   | 2,336  | 1994年10月23日（日）    | 職場・一般 |
| 43 1995         | 和歌山県民文化会館 大ホール                | 和歌山県 関西支部 | 1,998  | 1995年10月21日（土）    | 大学       |
| 43 1995         | 和歌山県民文化会館 大ホール                | 和歌山県 関西支部 | 1,998  | 1995年10月22日（日）    | 職場・一般 |
| 43 1995         | 普門館                                     | 東京都 東京支部   | 4,702  | 1995年10月28日（土）    | 高等学校   |
| 43 1995         | 普門館                                     | 東京都 東京支部   | 4,702  | 1995年10月29日（日）    | 中学校     |
| 44 1996         | 倉敷市民会館 ホール                        | 岡山県 中国支部   | 1,996  | 1996年10月19日（土）    | 大学       |
| 44 1996         | 倉敷市民会館 ホール                        | 岡山県 中国支部   | 1,996  | 1996年10月20日（日）    | 職場・一般 |
| 44 1996         | 普門館                                     | 東京都 東京支部   | 4,702  | 1996年10月26日（土）    | 高等学校   |
| 44 1996         | 普門館                                     | 東京都 東京支部   | 4,702  | 1996年10月27日（日）    | 中学校     |
| 45 1997         | 普門館                                     | 東京都 東京支部   | 4,702  | 1997年10月18日（土）    | 高等学校   |
| 45 1997         | 普門館                                     | 東京都 東京支部   | 4,702  | 1997年10月19日（日）    | 中学校     |
| 45 1997         | 所沢市民文化センター ミューズ アークホール | 埼玉県 西関東支部 | 2,002  | 1997年10月25日（土）    | 大学       |
| 45 1997         | 所沢市民文化センター ミューズ アークホール | 埼玉県 西関東支部 | 2,002  | 1997年10月26日（日）    | 職場・一般 |
| 46 1998         | 滋賀県立芸術劇場 びわ湖ホール 大ホール     | 滋賀県 関西支部   | 1,848  | 1998年10月17日（土）    | 大学       |
| 46 1998         | 滋賀県立芸術劇場 びわ湖ホール 大ホール     | 滋賀県 関西支部   | 1,848  | 1998年10月18日（日）    | 職場・一般 |
| 46 1998         | 普門館                                     | 東京都 東京支部   | 4,702  | 1998年10月24日（土）    | 中学校     |
| 46 1998         | 普門館                                     | 東京都 東京支部   | 4,702  | 1998年10月25日（日）    | 高等学校   |
| 47 1999         | 郡山市民文化センター 大ホール              | 福島県 東北支部   | 2,004  | 1999年10月23日（土）    | 大学       |
| 47 1999         | 郡山市民文化センター 大ホール              | 福島県 東北支部   | 2,004  | 1999年10月24日（日）    | 職場・一般 |
| 47 1999         | 普門館                                     | 東京都 東京支部   | 4,702  | 1999年11月6日（土）     | 中学校     |
| 47 1999         | 普門館                                     | 東京都 東京支部   | 4,702  | 1999年11月7日（日）     | 高等学校   |
| 48 2000         | 普門館                                     | 東京都 東京支部   | 4,702  | 2000年9月29日（金）     | 高等学校   |
| 48 2000         | 普門館                                     | 東京都 東京支部   | 4,702  | 2000年9月30日（土）     | 中学校     |
| 48 2000         | 東京文化会館 大ホール                      | 東京都 東京支部   | 2,317  | 2000年10月21日（土）    | 大学       |
| 48 2000         | 東京文化会館 大ホール                      | 東京都 東京支部   | 2,317  | 2000年10月22日（日）    | 職場・一般 |
| 49 2001         | 普門館                                     | 東京都 東京支部   | 4,702  | 2001年9月29日（土）     | 中学校     |
| 49 2001         | 普門館                                     | 東京都 東京支部   | 4,702  | 2001年9月30日（日）     | 高等学校   |
| 49 2001         | アクトシティ浜松 大ホール                  | 静岡県 東海支部   | 2,336  | 2001年10月20日（土）    | 大学       |
| 49 2001         | アクトシティ浜松 大ホール                  | 静岡県 東海支部   | 2,336  | 2001年10月21日（日）    | 職場・一般 |
| 50 2002         | 普門館                                     | 東京都 東京支部   | 4,702  | 2002年9月28日（土）     | 中学校     |
| 50 2002         | 普門館                                     | 東京都 東京支部   | 4,702  | 2002年9月29日（日）     | 高等学校   |
| 50 2002         | 大阪府立国際会議場 メインホール            | 大阪府 関西支部   | 2,754  | 2002年11月2日（土）     | 大学       |
| 50 2002         | 大阪府立国際会議場 メインホール            | 大阪府 関西支部   | 2,754  | 2002年11月3日（日・祝） | 職場・一般 |

## 第51回（2003年）-第60回（2012年）
| 大会回 大会年度 | 開催会場                            | 開催県 所属支部   | キャパ | 開催日                  | 開催部門   |
| --------------- | ----------------------------------- | ----------------- | ------ | ----------------------- | ---------- |
| 51 2003         | 宇都宮市文化会館 大ホール           | 栃木県 東関東支部 | 2,006  | 2003年10月18日（土）    | 大学       |
| 51 2003         | 宇都宮市文化会館 大ホール           | 栃木県 東関東支部 | 2,006  | 2003年10月19日（日）    | 職場・一般 |
| 51 2003         | 普門館                              | 東京都 東京支部   | 4,702  | 2003年11月1日（土）     | 中学校     |
| 51 2003         | 普門館                              | 東京都 東京支部   | 4,702  | 2003年11月2日（日）     | 高等学校   |
| 52 2004         | 普門館                              | 東京都 東京支部   | 4,702  | 2004年10月23日（土）    | 中学校     |
| 52 2004         | 普門館                              | 東京都 東京支部   | 4,702  | 2004年10月24日（日）    | 高等学校   |
| 52 2004         | 東京文化会館 大ホール               | 東京都 東京支部   | 2,317  | 2004年10月30日（土）    | 大学       |
| 52 2004         | 東京文化会館 大ホール               | 東京都 東京支部   | 2,317  | 2004年10月31日（日）    | 職場・一般 |
| 53 2005         | 名古屋国際会議場 センチュリーホール | 愛知県 東海支部   | 3,012  | 2005年10月1日（土）     | 中学校     |
| 53 2005         | 名古屋国際会議場 センチュリーホール | 愛知県 東海支部   | 3,012  | 2005年10月2日（日）     | 高等学校   |
| 53 2005         | 大阪府立国際会議場 メインホール     | 大阪府 関西支部   | 2,754  | 2005年10月22日（土）    | 大学       |
| 53 2005         | 大阪府立国際会議場 メインホール     | 大阪府 関西支部   | 2,754  | 2005年10月23日（日）    | 職場・一般 |
| 54 2006         | 普門館                              | 東京都 東京支部   | 4,702  | 2006年10月21日（土）    | 中学校     |
| 54 2006         | 普門館                              | 東京都 東京支部   | 4,702  | 2006年10月22日（日）    | 高等学校   |
| 54 2006         | 宇都宮市文化会館 大ホール           | 栃木県 東関東支部 | 2,006  | 2006年10月28日（土）    | 大学       |
| 54 2006         | 宇都宮市文化会館 大ホール           | 栃木県 東関東支部 | 2,006  | 2006年10月29日（日）    | 職場・一般 |
| 55 2007         | 普門館                              | 東京都 東京支部   | 4,702  | 2007年10月20日（土）    | 中学校     |
| 55 2007         | 普門館                              | 東京都 東京支部   | 4,702  | 2007年10月21日（日）    | 高等学校   |
| 55 2007         | 長野県県民文化会館 大ホール         | 長野県 東海支部   | 2,173  | 2007年11月3日（土・祝） | 大学       |
| 55 2007         | 長野県県民文化会館 大ホール         | 長野県 東海支部   | 2,173  | 2007年11月4日（日）     | 職場・一般 |
| 56 2008         | 普門館                              | 東京都 東京支部   | 4,702  | 2008年10月18日（土）    | 中学校     |
| 56 2008         | 普門館                              | 東京都 東京支部   | 4,702  | 2008年10月19日（日）    | 高等学校   |
| 56 2008         | 大阪府立国際会議場 メインホール     | 大阪府 関西支部   | 2,754  | 2008年10月25日（土）    | 大学       |
| 56 2008         | 大阪府立国際会議場 メインホール     | 大阪府 関西支部   | 2,754  | 2008年10月26日（日）    | 職場・一般 |
| 57 2009         | 名古屋国際会議場 センチュリーホール | 愛知県 東海支部   | 3,012  | 2009年10月17日（土）    | 大学       |
| 57 2009         | 名古屋国際会議場 センチュリーホール | 愛知県 東海支部   | 3,012  | 2009年10月18日（日）    | 職場・一般 |
| 57 2009         | 普門館                              | 東京都 東京支部   | 4,702  | 2009年10月24日（土）    | 中学校     |
| 57 2009         | 普門館                              | 東京都 東京支部   | 4,702  | 2009年10月25日（日）    | 高等学校   |
| 58 2010         | 愛媛県県民文化会館 メインホール     | 愛媛県 四国支部   | 3,000  | 2010年10月23日（土）    | 大学       |
| 58 2010         | 愛媛県県民文化会館 メインホール     | 愛媛県 四国支部   | 3,000  | 2010年10月24日（日）    | 職場・一般 |
| 58 2010         | 普門館                              | 東京都 東京支部   | 4,702  | 2010年10月30日（土）    | 中学校     |
| 58 2010         | 普門館                              | 東京都 東京支部   | 4,702  | 2010年10月31日（日）    | 高等学校   |
| 59 2011         | 普門館                              | 東京都 東京支部   | 4,702  | 2011年10月22日（土）    | 中学校     |
| 59 2011         | 普門館                              | 東京都 東京支部   | 4,702  | 2011年10月23日（日）    | 高等学校   |
| 59 2011         | 青森市文化会館 大ホール             | 青森県 東北支部   | 2,031  | 2011年10月29日（土）    | 大学       |
| 59 2011         | 青森市文化会館 大ホール             | 青森県 東北支部   | 2,031  | 2011年10月30日（日）    | 職場・一般 |
| 60 2012         | 宇都宮市文化会館 大ホール           | 栃木県 東関東支部 | 2,006  | 2012年10月27日（土）    | 大学       |
| 60 2012         | 宇都宮市文化会館 大ホール           | 栃木県 東関東支部 | 2,006  | 2012年10月28日（日）    | 職場・一般 |
| 60 2012         | 名古屋国際会議場 センチュリーホール | 愛知県 東海支部   | 3,012  | 2012年10月31日（水）    | 中学校     |
| 60 2012         | 名古屋国際会議場 センチュリーホール | 愛知県 東海支部   | 3,012  | 2012年11月1日（木）     | 高等学校   |

## 第61回（2013年）-第70回（2022年）
| 大会回 大会年度 | 開催会場                              | 開催県 所属支部   | キャパ | 開催日               | 開催部門   |
| --------------- | ------------------------------------- | ----------------- | ------ | -------------------- | ---------- |
| 61 2013         | 福岡サンパレス                        | 福岡県 九州支部   | 2,316  | 2013年10月19日（土） | 大学       |
| 61 2013         | 福岡サンパレス                        | 福岡県 九州支部   | 2,316  | 2013年10月20日（日） | 職場・一般 |
| 61 2013         | 名古屋国際会議場 センチュリーホール   | 愛知県 東海支部   | 3,012  | 2013年10月26日（土） | 中学校     |
| 61 2013         | 名古屋国際会議場 センチュリーホール   | 愛知県 東海支部   | 3,012  | 2013年10月27日（日） | 高等学校   |
| 62 2014         | 新潟市民芸術文化会館 コンサートホール | 新潟県 西関東支部 | 1,890  | 2014年10月18日（土） | 大学       |
| 62 2014         | 新潟市民芸術文化会館 コンサートホール | 新潟県 西関東支部 | 1,890  | 2014年10月19日（日） | 職場・一般 |
| 62 2014         | 名古屋国際会議場 センチュリーホール   | 愛知県 東海支部   | 3,012  | 2014年10月25日（土） | 中学校     |
| 62 2014         | 名古屋国際会議場 センチュリーホール   | 愛知県 東海支部   | 3,012  | 2014年10月26日（日） | 高等学校   |
| 63 2015         | 札幌コンサートホールKitara 大ホール   | 北海道 北海道支部 | 2,020  | 2015年10月24日（土） | 大学       |
| 63 2015         | 札幌コンサートホールKitara 大ホール   | 北海道 北海道支部 | 2,020  | 2015年10月25日（日） | 職場・一般 |
| 63 2015         | 名古屋国際会議場 センチュリーホール   | 愛知県 東海支部   | 3,012  | 2015年10月31日（土） | 中学校     |
| 63 2015         | 名古屋国際会議場 センチュリーホール   | 愛知県 東海支部   | 3,012  | 2015年11月1日（日）  | 高等学校   |
| 64 2016         | 名古屋国際会議場 センチュリーホール   | 愛知県 東海支部   | 3,012  | 2016年10月22日（土） | 中学校     |
| 64 2016         | 名古屋国際会議場 センチュリーホール   | 愛知県 東海支部   | 3,012  | 2016年10月23日（日） | 高等学校   |
| 64 2016         | 金沢歌劇座                            | 石川県 北陸支部   | 1,919  | 2016年10月29日（土） | 大学       |
| 64 2016         | 金沢歌劇座                            | 石川県 北陸支部   | 1,919  | 2016年10月30日（日） | 職場・一般 |
| 65 2017         | 名古屋国際会議場 センチュリーホール   | 愛知県 東海支部   | 3,012  | 2017年10月21日（土） | 中学校     |
| 65 2017         | 名古屋国際会議場 センチュリーホール   | 愛知県 東海支部   | 3,012  | 2017年10月22日（日） | 高等学校   |
| 65 2017         | 倉敷市民会館                          | 岡山県 中国支部   | 1,979  | 2017年10月28日（土） | 大学       |
| 65 2017         | 倉敷市民会館                          | 岡山県 中国支部   | 1,979  | 2017年10月29日（日） | 職場・一般 |
| 66 2018         | 名古屋国際会議場 センチュリーホール   | 愛知県 東海支部   | 3,012  | 2018年10月20日（土） | 中学校     |
| 66 2018         | 名古屋国際会議場 センチュリーホール   | 愛知県 東海支部   | 3,012  | 2018年10月21日（日） | 高等学校   |
| 66 2018         | あましんアルカイックホール            | 兵庫県 関西支部   | 1,820  | 2018年10月27日（土） | 大学       |
| 66 2018         | あましんアルカイックホール            | 兵庫県 関西支部   | 1,820  | 2018年10月28日（日） | 職場・一般 |
| 67 2019         | 名古屋国際会議場 センチュリーホール   | 愛知県 東海支部   | 3,012  | 2019年10月19日（土） | 中学校     |
| 67 2019         | 名古屋国際会議場 センチュリーホール   | 愛知県 東海支部   | 3,012  | 2019年10月20日（日） | 高等学校   |
| 67 2019         | リンクステーションホール青森          | 青森県 東北支部   | 2,031  | 2019年10月26日（土） | 大学       |
| 67 2019         | リンクステーションホール青森          | 青森県 東北支部   | 2,031  | 2019年10月27日（日） | 職場・一般 |
| 68 2020         | 名古屋国際会議場 センチュリーホール   | 愛知県 東海支部   | 3,012  | 2020年10月24日（土） | 中学校     |
| 68 2020         | 名古屋国際会議場 センチュリーホール   | 愛知県 東海支部   | 3,012  | 2020年10月25日（日） | 高等学校   |
| 68 2020         | 宇都宮市文化会館                      | 栃木県 東関東支部 | 2,006  | 2020年10月31日（土） | 大学       |
| 68 2020         | 宇都宮市文化会館                      | 栃木県 東関東支部 | 2,006  | 2020年11月1日（日）  | 職場・一般 |
| 69 2021         | 名古屋国際会議場 センチュリーホール   | 愛知県 東海支部   | 3,012  | 2021年10月23日（土） | 中学校     |
| 69 2021         | 名古屋国際会議場 センチュリーホール   | 愛知県 東海支部   | 3,012  | 2021年10月24日（日） | 高等学校   |
| 69 2021         | レクザムホール（香川県県民ホール）    | 香川県 四国支部   | 2,001  | 2021年10月30日（土） | 大学       |
| 69 2021         | レクザムホール（香川県県民ホール）    | 香川県 四国支部   | 2,001  | 2021年10月31日（日） | 職場・一般 |
| 70 2022         | 名古屋国際会議場 センチュリーホール   | 愛知県 東海支部   | 3,012  | 2022年10月22日（土） | 中学校     |
| 70 2022         | 名古屋国際会議場 センチュリーホール   | 愛知県 東海支部   | 3,012  | 2022年10月23日（日） | 高等学校   |
| 70 2022         | 北九州ソレイユホール 大ホール         | 福岡県 九州支部   | 2,008  | 2022年10月29日（土） | 大学       |
| 70 2022         | 北九州ソレイユホール 大ホール         | 福岡県 九州支部   | 2,008  | 2022年10月30日（日） | 職場・一般 |

## 第71回（2023年）-
| 大会回 大会年度 | 開催会場                            | 開催県 所属支部   | キャパ | 開催日               | 開催部門   |
| --------------- | ----------------------------------- | ----------------- | ------ | -------------------- | ---------- |
| 71 2023         | 名古屋国際会議場 センチュリーホール | 愛知県 東海支部   | 3,012  | 2023年10月21日（土） | 中学校     |
| 71 2023         | 名古屋国際会議場 センチュリーホール | 愛知県 東海支部   | 3,012  | 2023年10月22日（日） | 高等学校   |
| 71 2023         | 宇都宮市文化会館 大ホール           | 栃木県 東関東支部 | 2,006  | 2023年10月28日（土） | 大学       |
| 71 2023         | 宇都宮市文化会館 大ホール           | 栃木県 東関東支部 | 2,006  | 2023年10月29日（日） | 職場・一般 |
| 72 2024         | 宇都宮市文化会館 大ホール           | 栃木県 東関東支部 | 2,006  | 2024年10月19日（土） | 中学校     |
| 72 2024         | 宇都宮市文化会館 大ホール           | 栃木県 東関東支部 | 2,006  | 2024年10月20日（日） | 高等学校   |
| 72 2024         | 札幌コンサートホールKitara 大ホール | 北海道 北海道支部 | 2,020  | 2024年10月26日（土） | 大学       |
| 72 2024         | 札幌コンサートホールKitara 大ホール | 北海道 北海道支部 | 2,020  | 2024年10月27日（日） | 職場・一般 |